# Corte dello sceriffo
La Corte dello sceriffo (in inglese: Sheriff Court, o Sheriff's Court, in gaelico scozzese: cùirt an t-siorraim), è il tribunale civile e penale locale in Scozia, con giurisdizione esclusiva su tutte le cause civili fino a £ 100.000, che si occupa di qualsiasi causa penale, eccetto tradimento, omicidio e stupro, che rientrano nella giurisdizione dell'Alta corte di giustizia. Ascoltano casi civili senza giuria, sebbene la Corte per le lesioni personali dello sceriffo con sede a Edimburgo abbia la capacità di ascoltare casi con giuria.
Qualsiasi decisione della corte dello sceriffo può essere impugnata presso la Corte d'appello dello sceriffo.

## Distretti dello sceriffo
Al 1º febbraio 2015, c'erano 39 corti dello sceriffo in Scozia. Alcune sono a corto di personale, ma quelle nelle grandi città, come Edimburgo e Glasgow, hanno un numero significativo di dipendenti e si occupano quotidianamente di centinaia di casi.
| Distretto dello sceriffo               | Sceriffo principale     | Distretti              |
| -------------------------------------- | ----------------------- | ---------------------- |
| Glasgow e Strathkelvin                 | Craig Turnbull          | Glasgow e Strathkelvin |
| Grampiani, Highland e Ebridi Esterne   | Derek Pyle              | Aberdeen               |
| Grampiani, Highland e Ebridi Esterne   | Derek Pyle              | Banff                  |
| Grampiani, Highland e Ebridi Esterne   | Derek Pyle              | Elgin                  |
| Grampiani, Highland e Ebridi Esterne   | Derek Pyle              | Fort William           |
| Grampiani, Highland e Ebridi Esterne   | Derek Pyle              | Inverness              |
| Grampiani, Highland e Ebridi Esterne   | Derek Pyle              | Kirkwall               |
| Grampiani, Highland e Ebridi Esterne   | Derek Pyle              | Lerwick                |
| Grampiani, Highland e Ebridi Esterne   | Derek Pyle              | Lochmaddy              |
| Grampiani, Highland e Ebridi Esterne   | Derek Pyle              | Peterhead              |
| Grampiani, Highland e Ebridi Esterne   | Derek Pyle              | Portree                |
| Grampiani, Highland e Ebridi Esterne   | Derek Pyle              | Stornoway              |
| Grampiani, Highland e Ebridi Esterne   | Derek Pyle              | Tain                   |
| Grampiani, Highland e Ebridi Esterne   | Derek Pyle              | Wick                   |
| Lothian and Borders                    | Mhairi M. Stephen (QC)  | Edimburgo              |
| Lothian and Borders                    | Mhairi M. Stephen (QC)  | Jedburgh               |
| Lothian and Borders                    | Mhairi M. Stephen (QC)  | Livingston             |
| Lothian and Borders                    | Mhairi M. Stephen (QC)  | Selkirk                |
| North Strathclyde                      | Duncan L. Murray        | Campbeltown            |
| North Strathclyde                      | Duncan L. Murray        | Dumbarton              |
| North Strathclyde                      | Duncan L. Murray        | Dunoon                 |
| North Strathclyde                      | Duncan L. Murray        | Greenock               |
| North Strathclyde                      | Duncan L. Murray        | Kilmarnock             |
| North Strathclyde                      | Duncan L. Murray        | Oban                   |
| North Strathclyde                      | Duncan L. Murray        | Paisley                |
| South Strathclyde, Dumfries e Galloway | Ian R. Abercrombie (QC) | Airdrie                |
| South Strathclyde, Dumfries e Galloway | Ian R. Abercrombie (QC) | Ayr                    |
| South Strathclyde, Dumfries e Galloway | Ian R. Abercrombie (QC) | Dumfries               |
| South Strathclyde, Dumfries e Galloway | Ian R. Abercrombie (QC) | Hamilton               |
| South Strathclyde, Dumfries e Galloway | Ian R. Abercrombie (QC) | Lanark                 |
| South Strathclyde, Dumfries e Galloway | Ian R. Abercrombie (QC) | Stranraer              |
| Central Tayside e Fife                 | Marysia Lewis           | Alloa                  |
| Central Tayside e Fife                 | Marysia Lewis           | Dundee                 |
| Central Tayside e Fife                 | Marysia Lewis           | Dunfermline            |
| Central Tayside e Fife                 | Marysia Lewis           | Falkirk                |
| Central Tayside e Fife                 | Marysia Lewis           | Forfar                 |
| Central Tayside e Fife                 | Marysia Lewis           | Kirkcaldy              |
| Central Tayside e Fife                 | Marysia Lewis           | Perth                  |
| Central Tayside e Fife                 | Marysia Lewis           | Stirling               |